# 郑州博物馆
郑州博物馆位于中国河南省郑州市，成立于1957年7月1日，原名郑州市文物陈列室。1965年更名为郑州博物馆，是一座地方性博物馆，现有文翰街馆和嵩山路馆两个馆址。馆名由郭沫若题写。

## 历史
郑州博物馆最初的馆址位于碧沙岗公园内建于1928年8月的北伐军阵亡将士烈士祠。1999年12月28日，位于嵩山南路168号的嵩山路馆建成开放。2008年，郑州博物馆获评首批“国家一级博物馆”。2021年4月30日，郑州博物馆文翰街馆正式对外开放。

## 馆址

### 嵩山路馆
嵩山路馆占地14.8亩，建筑面积1.42万平米，其中主展馆8337平方米，以郑州出土的商代青铜方鼎为造型基础而建造，屋顶呈圆形碟状。
展厅总面积4720平方米，由三个部分八个展厅组成：
- “郑州文明曙光”部分，包括旧石器时代、新石器时代两个陈列；
- “郑州古都风采”部分，包括夏都阳城、郑州商都、郑韩故城三个陈列；
- “古代文化神韵”部分，包括古代陶瓷艺术陈列、古代石刻艺术陈列、古代书画艺术三个陈列。[4]

### 文翰街馆

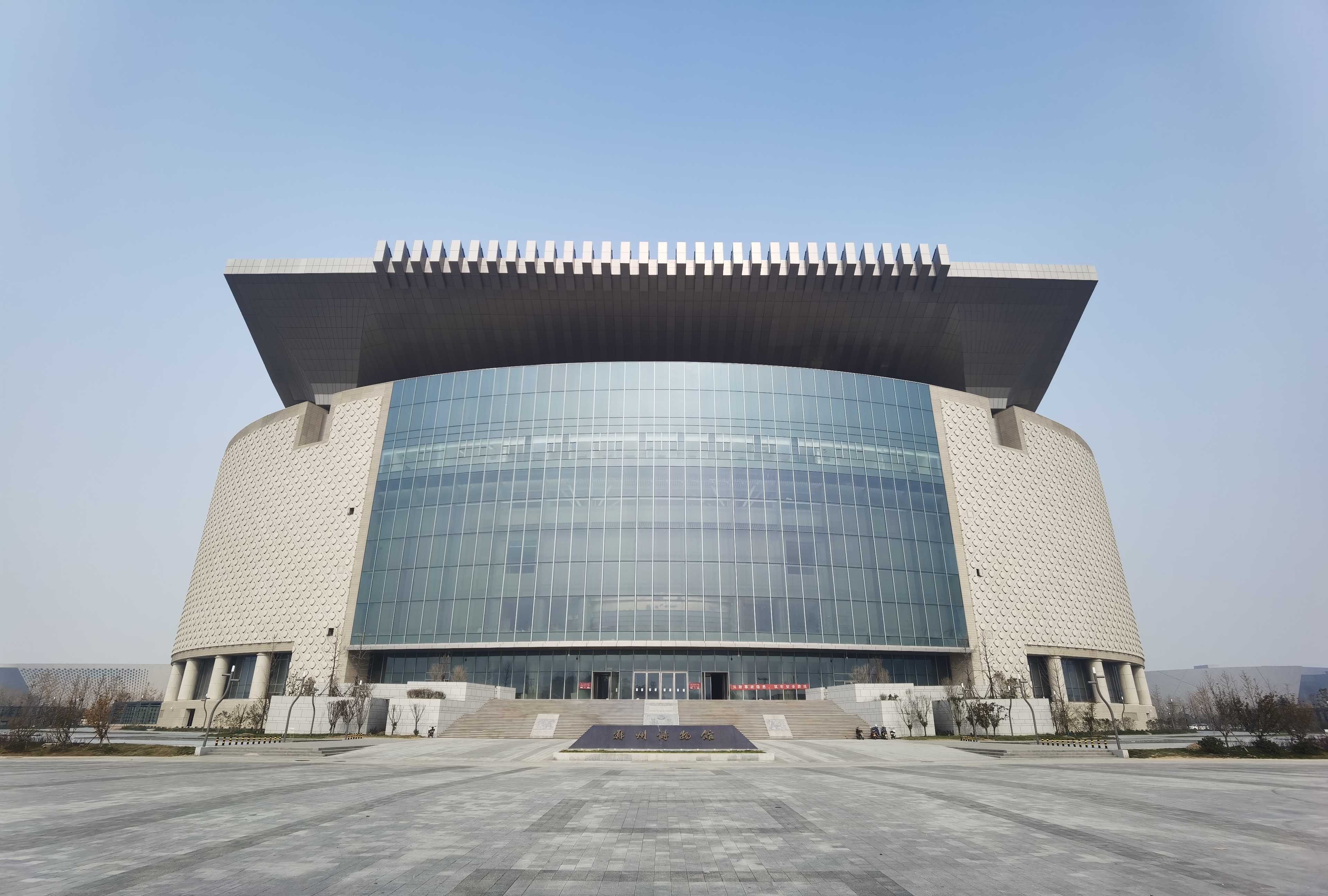
郑州博物馆文翰街馆南侧立面

文翰街馆位于郑州市中原区。总建筑面积14.5万平方米，为河南省最大的博物馆建筑。建筑总高67.8米，外形以象征黄帝文明的“冕冠”作为设计原型。新馆于2021年4月30日开馆。文翰街馆建筑地下二层，地上主体三层，局部五层，主要包括陈列展示区、文物库区、公共服务区、文物保护中心、信息资料中心、办公区等六个功能区。

## 特色馆藏

### 饕餮乳钉纹铜方鼎
商代文物，1982年出土于郑州向阳回族食品厂青铜器窖藏坑。

### 白衣彩陶钵
仰韶文化文物，采集于郑州白庄。

### 菩萨石头像
唐代文物，出土于郑州荥阳大海寺遗址，高42厘米。

### 徐悲鸿《雄狮图轴》
近代书画，为徐悲鸿1934年赠送给其学生顾了然的作品。

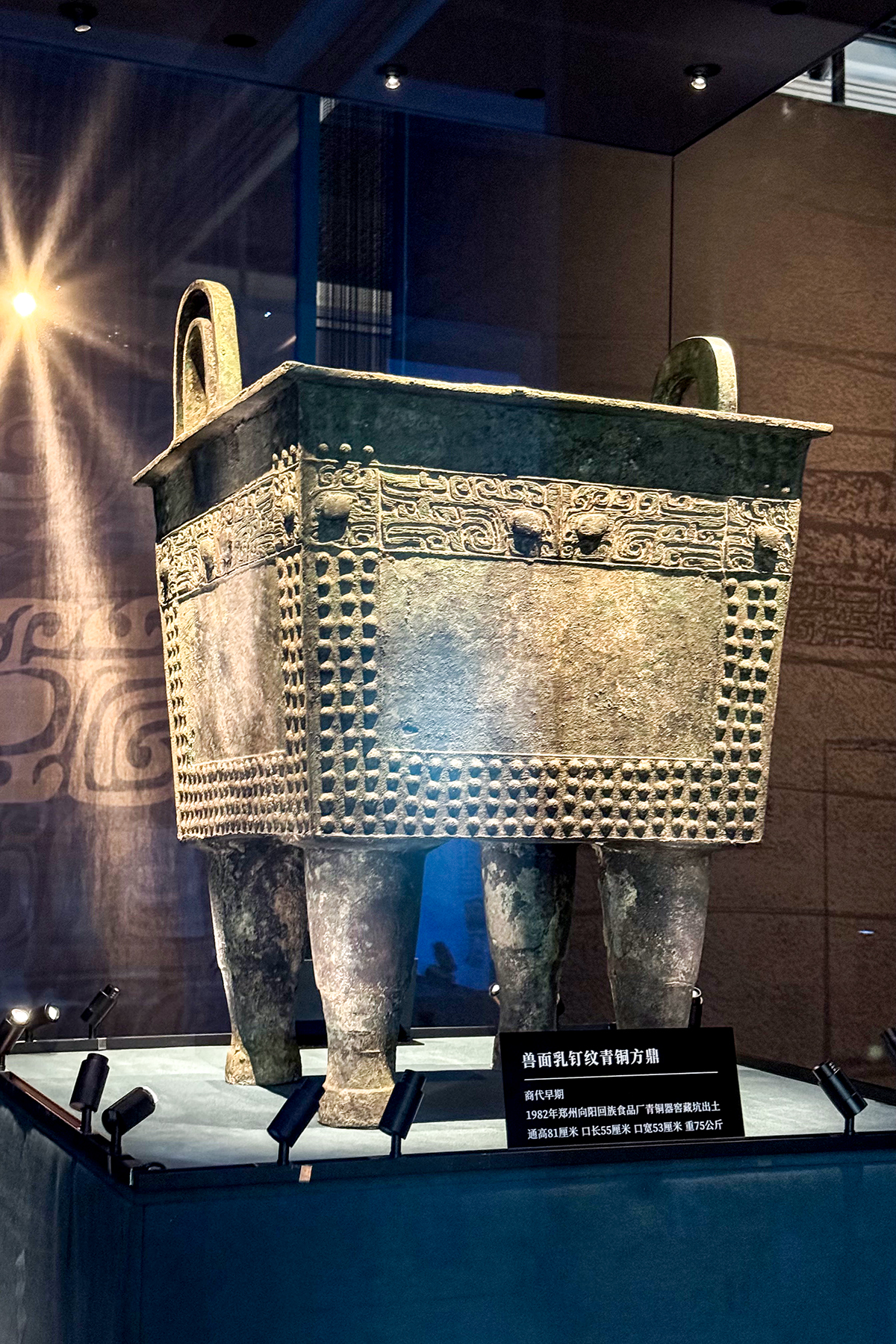
兽面乳钉纹铜方鼎（商代）
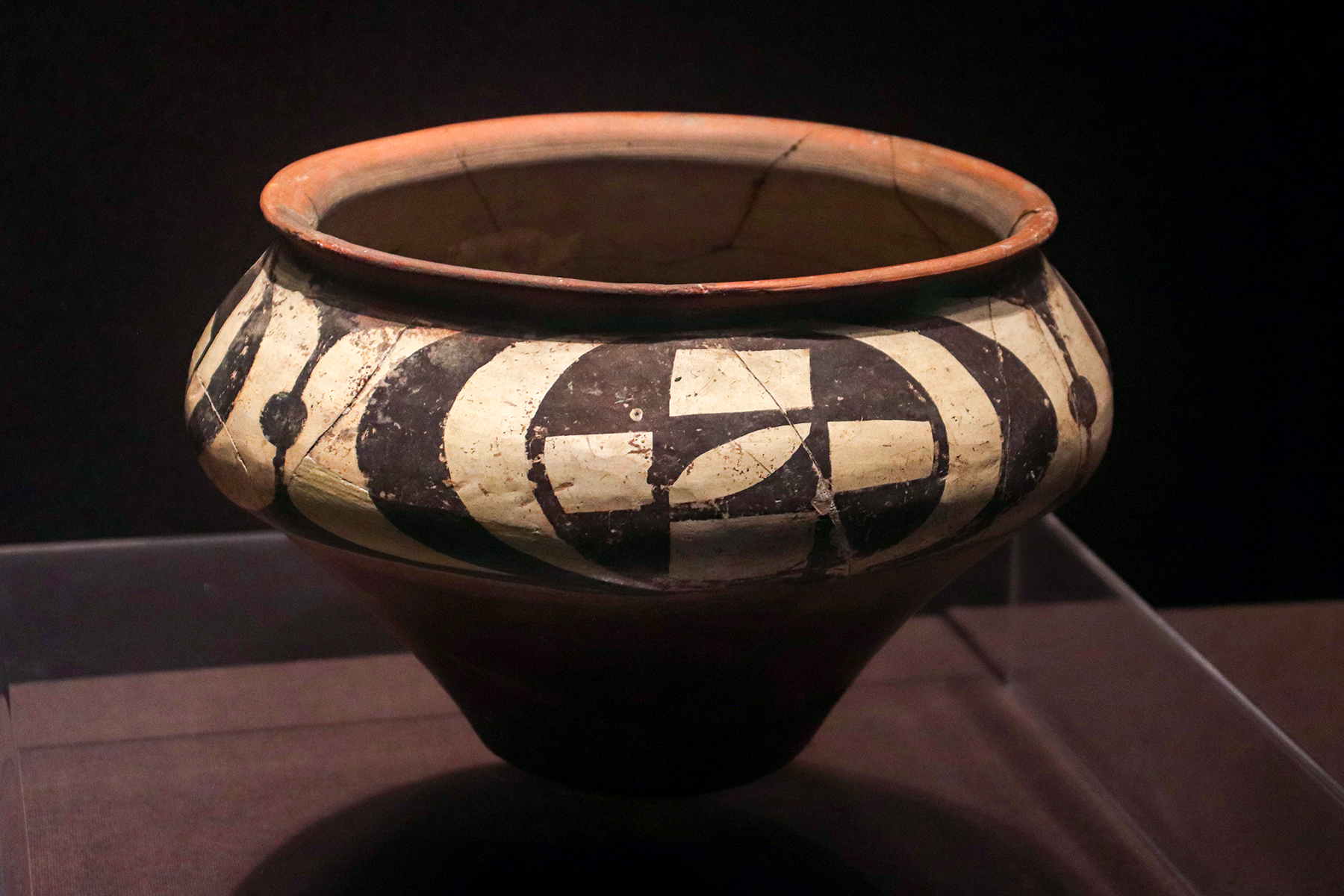
几何纹白衣彩陶钵（仰韶文化）
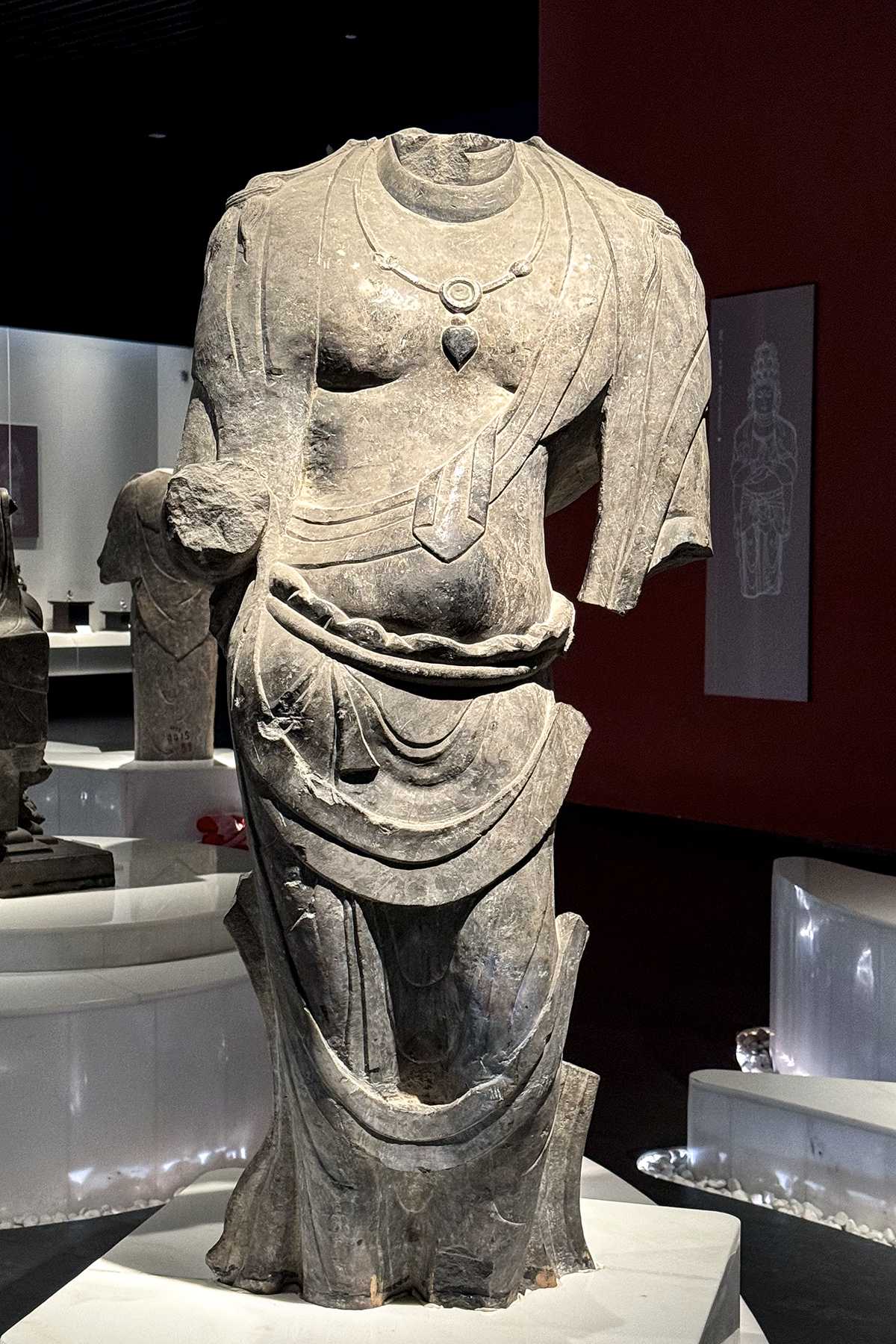
佚名菩萨石造像（唐代）
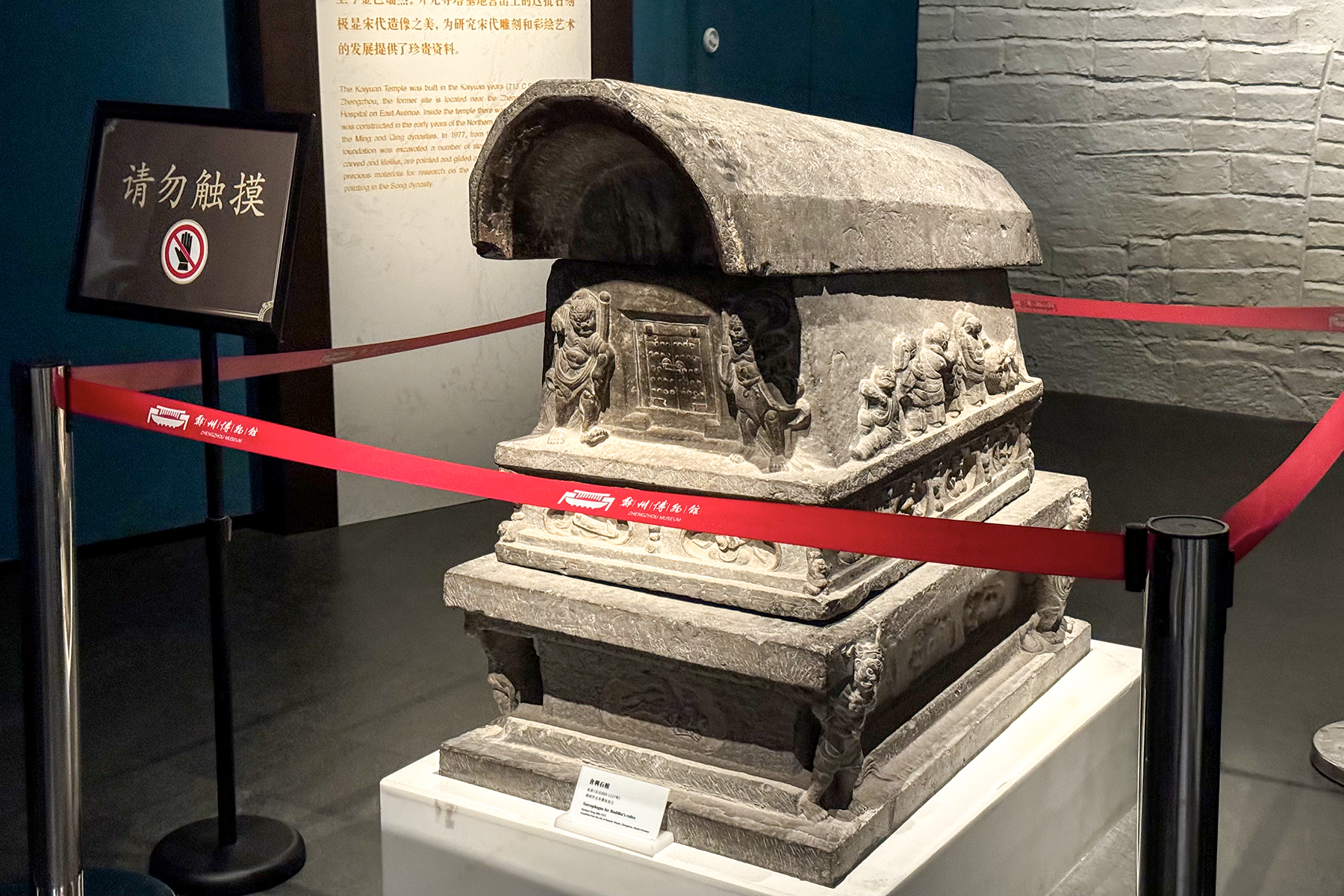
浮雕人物石棺（北宋，郑州开元寺遗址出土）
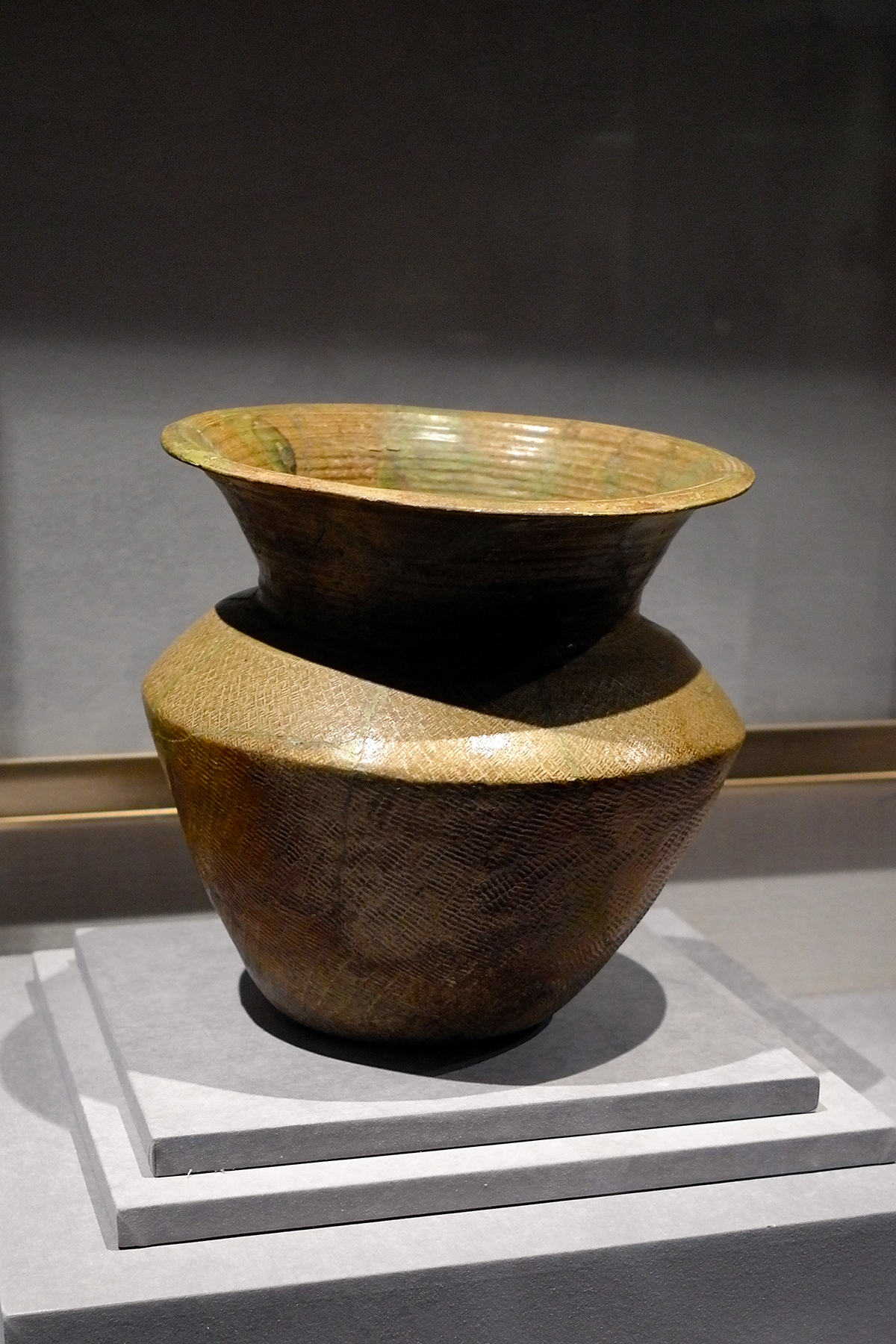
青釉瓷尊（商代）
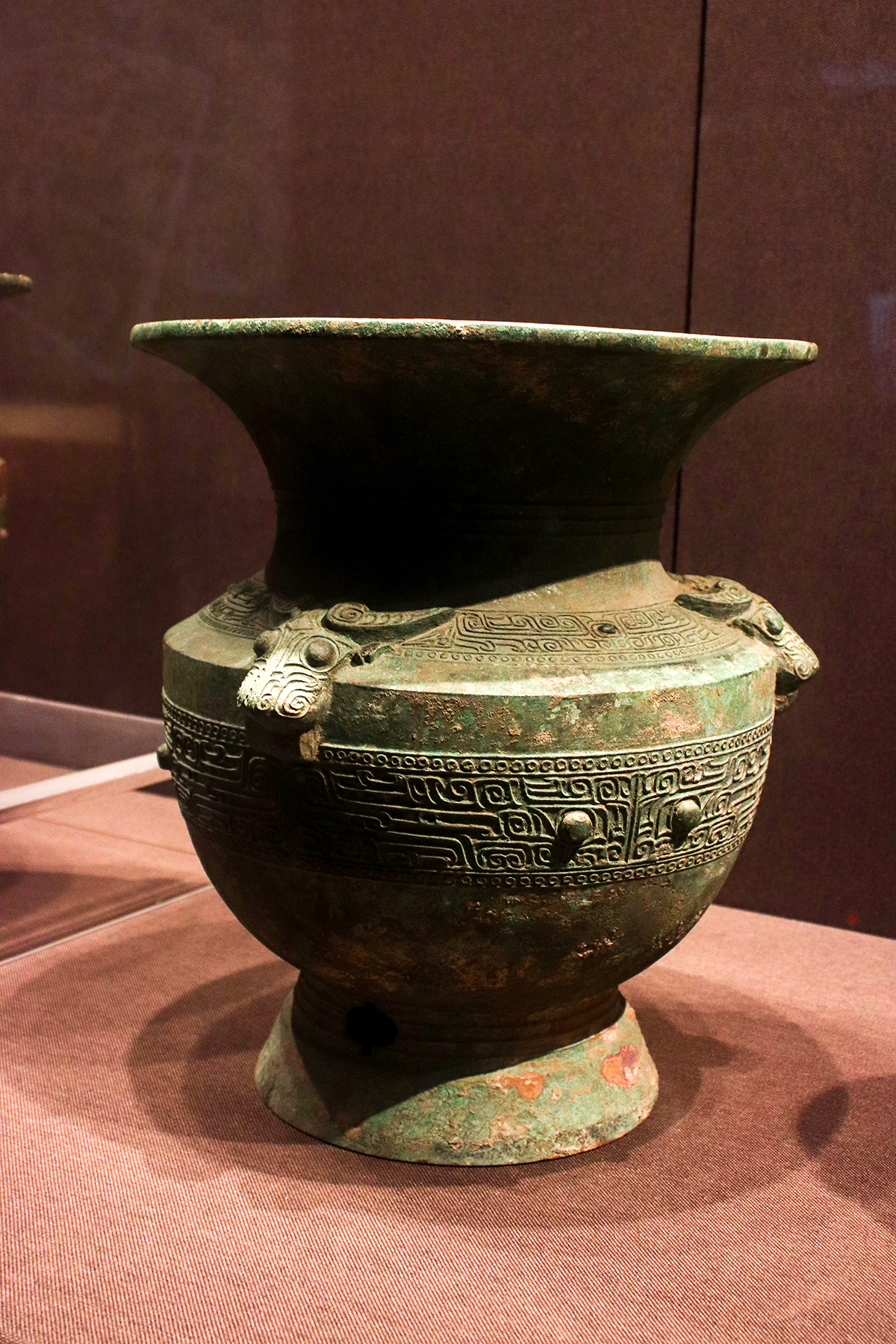
牛首兽面纹铜尊（商代）
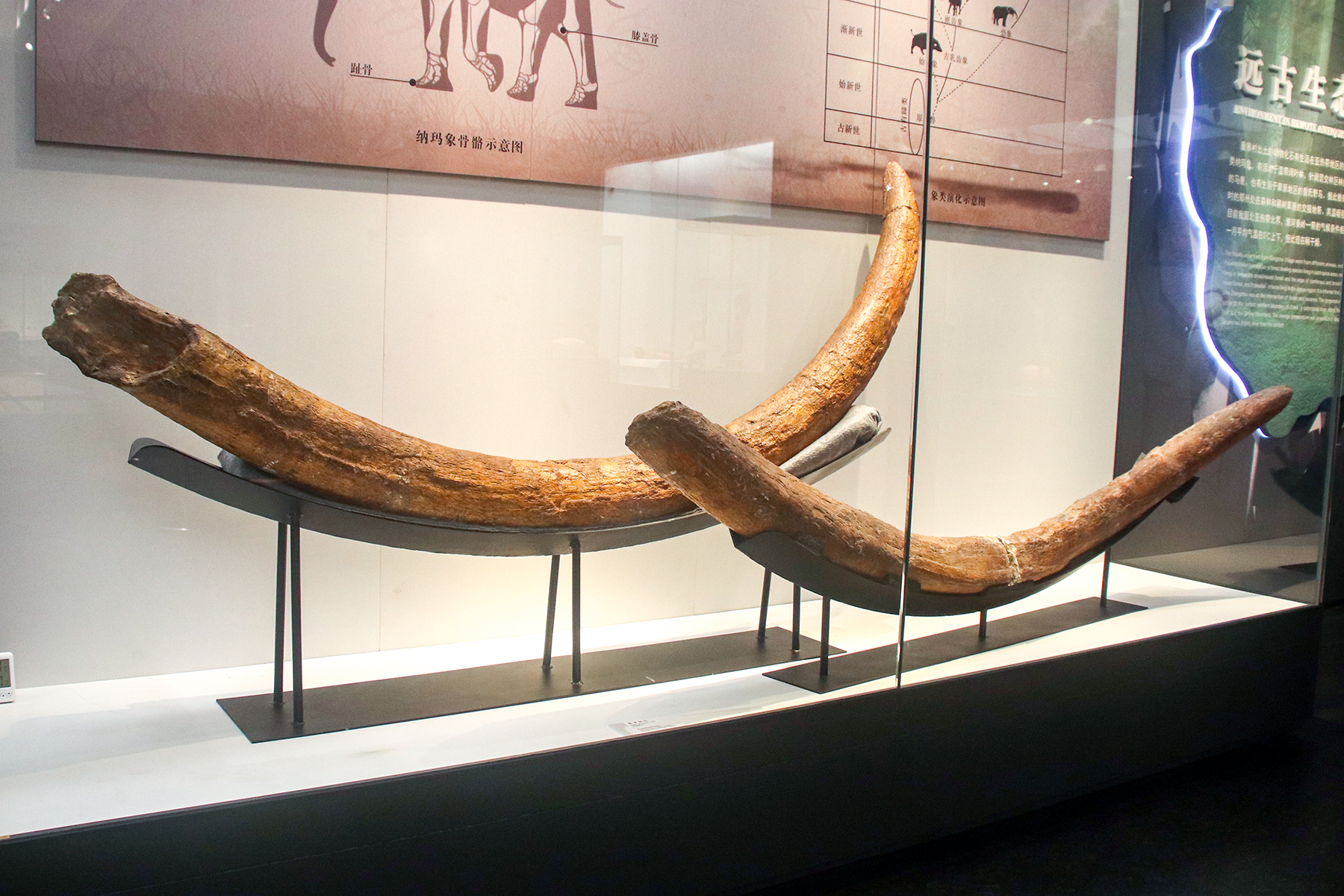
象牙化石
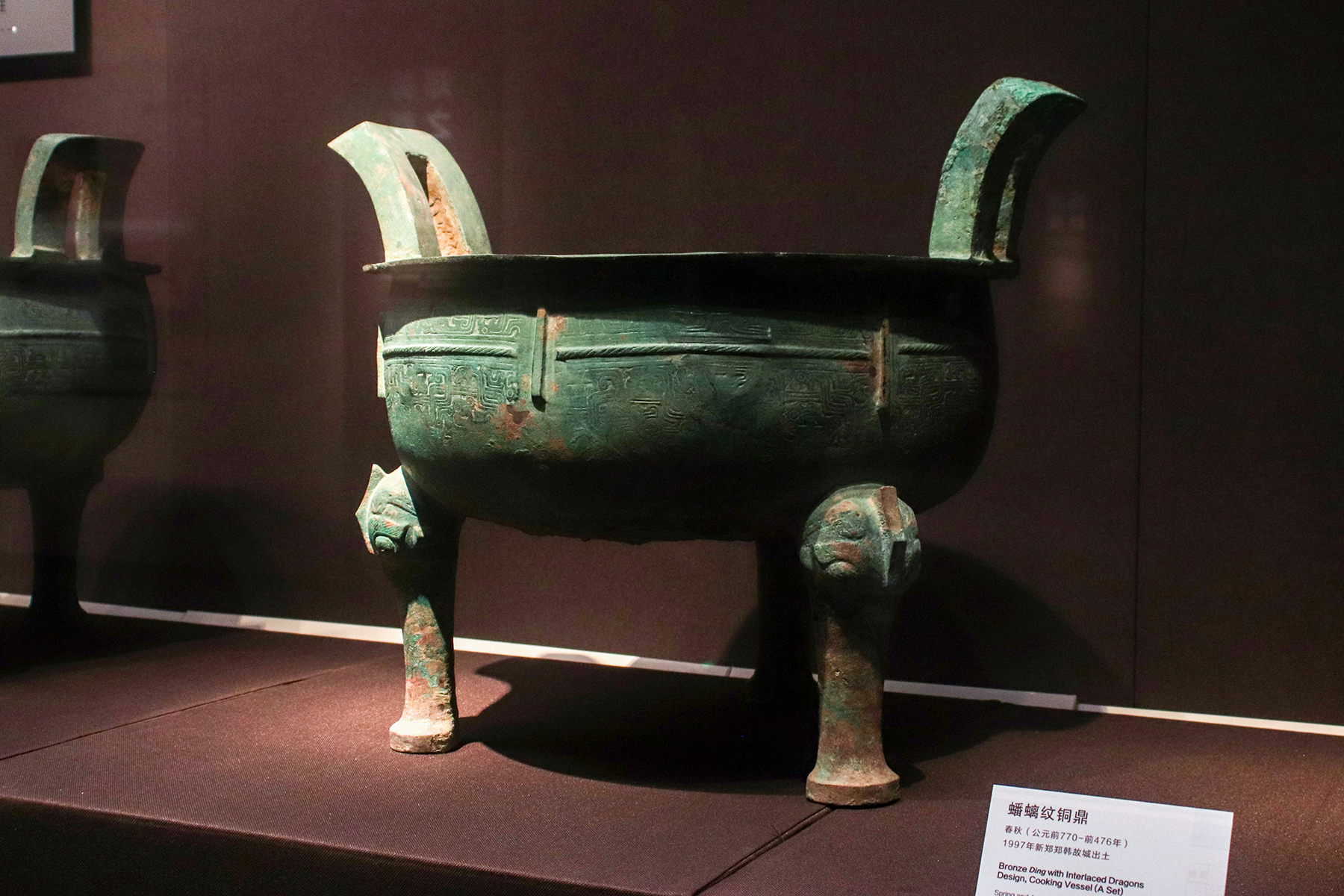
蟠螭纹铜鼎（春秋时期，郑韩故城出土）
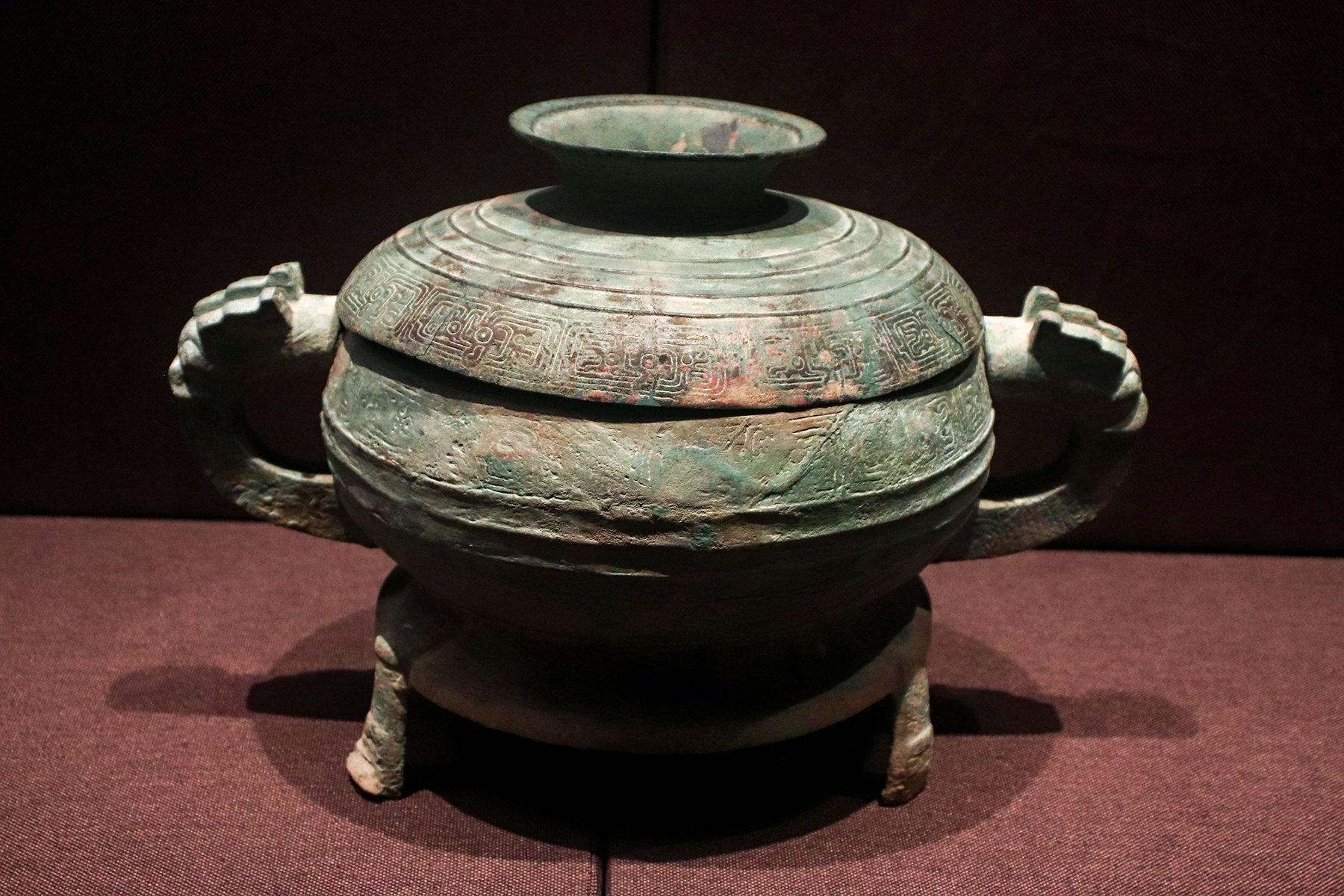
窃曲纹带盖铜簋（春秋时期，郑韩故城出土）